# Ле Буше, Рауль
Рау́ль Мюссо́н, более известный как Рау́ль ле Буше́ (фр. Raoul Musson; 15 января 1883; Шатийон-сюр-Луар, Франция — 13 февраля 1907; Ницца, Франция) — французский профессиональный борец французской (греко-римской) борьбы.

## Биография
Рауль Мюссон родился в городке Шатийон-сюр-Луар в 1883 году. В раннем возрасте начал заниматься французской (греко-римской) борьбой. Одним из первых его учителей был Феликс Бернар из Бордо, который в свое время был лучшим техником борьбы во Франции. В шестнадцатилетнем возрасте Рауль перешёл в профессионалы, а в 18 лет стал обладателем четырёх призов на чемпионате мира 1901 года, проводившегося в Париже.
Не занимаясь специально тяжелой атлетикой, имел неплохие результаты в поднятии тяжестей: жим двумя руками 244 фунтов, рывок правой рукой 171 фунт, становая сила, поднял силой спины с пола 541 фунт (30,5 пудов) и выпрямился, продержал гирю в 61 фунт телом вниз несколько секунд. Прекрасные данные и великолепная техника выполнения приемов делали Рауля серьёзным соперником всем известным борцам мирового класса, к которым относили и его самого.

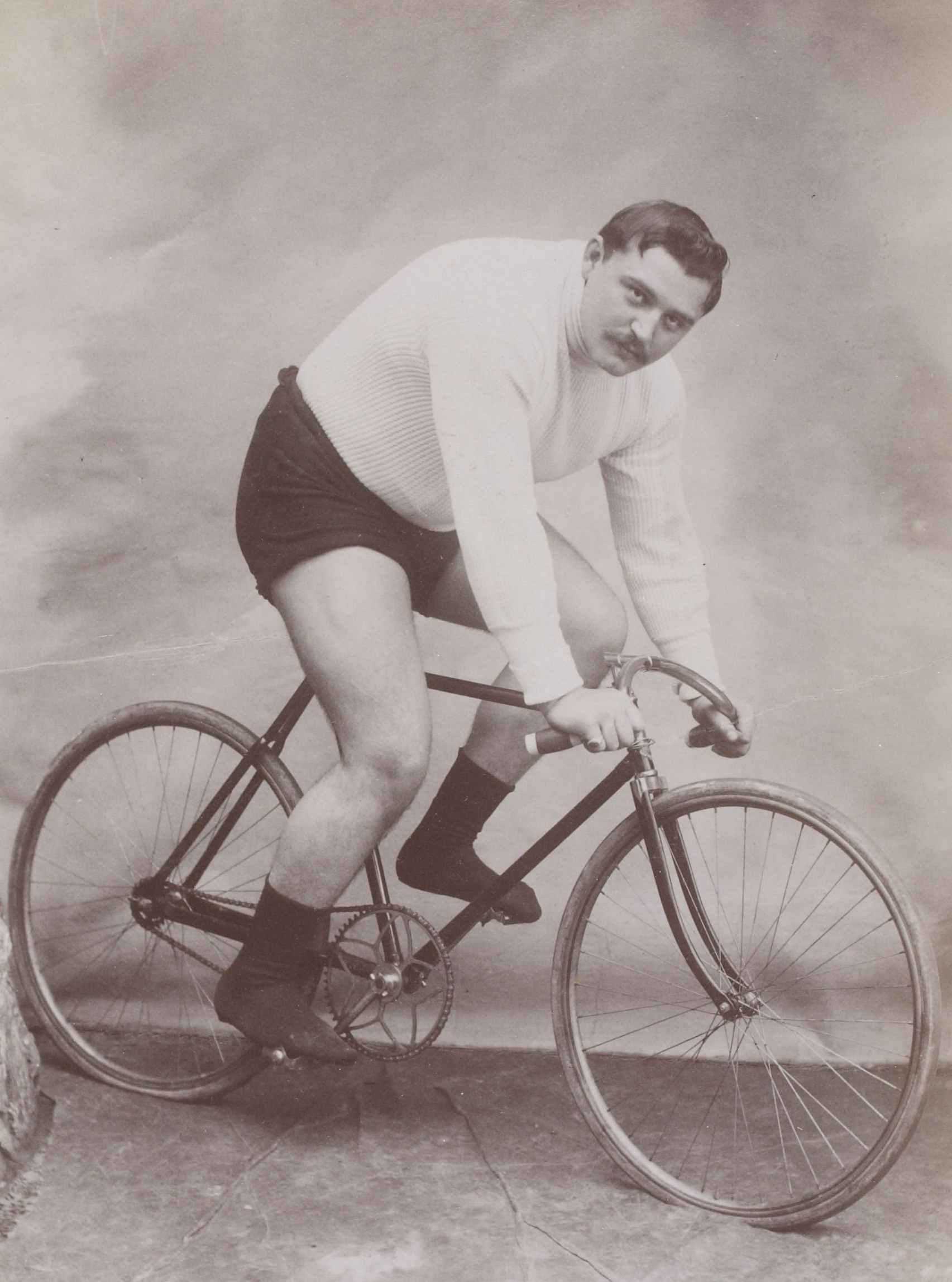
Рауль ле Буше за рулем велосипеда.

Также увлекался велосипедным спортом, 1 февраля 1903 года выступил на велотреке в Ницце в матче с бегуном Ботта. В феврале 1906 года заявил, что временно приостанавливает свою карьеру в борьбе. В газетах распространялись новости о том, что он баснословно разбогател, женился на зажиточной американке и даже приобрёл собственный замок.
Ранняя смерть в 24 года не позволила «любимцу Парижа» Раулю ле Буше радовать выступлениями своих поклонников. По официальной версии, зимой 1907 года он заразился тяжёлой формой гриппа, вскоре осложнившейся менингитом, от которого так и не смог оправиться. По неофициальной, он пал от рук бандитов, которых нанял для убийства приехавшего в Ниццу Ивана Поддубного, ранее победившего его в тяжёлой схватке. Покушение на русского борца не удалось, и когда ле Буше отказался выплатить гонорар, недовольные убийцы проломили ему голову.

## В культуре
В советском фильме «Знай наших!» 1985 года роль Рауля ле Буше сыграл трёхкратный победитель первенства СССР Сослан Андиев. В российском фильме «Поддубный» 2014 года его роль исполнил французский актёр Людовик Леливр.